# むりりん
むりりんは日本のイラストレーター。主にパソコン用アダルト美少女ゲームの原画、キャラクターデザインを担当する。2006年からアダルトゲームブランドのゆずソフトにて活動している。

## 人物
- 名義は過去に在籍していた会社の社長に、本名に因んでつけられた[1][2]。
- 同業者であるこぶいちと、画風が似てきている（こぶいちの項を参照）。
- コミックマーケットなどの同人誌即売会にはクロネコ缶という名の同人サークルで参加している。近年はこぶいちのサークル『茶常』と合同で同人誌を制作することが多い。

## 担当作品

### ゲーム原画
括弧内は発売日。
ZERO
- いたいけな彼女[要出典]（2003年10月24日）

スタジオリング
- ななみとこのみのおしえてA・B・C（2003年12月26日）
- おやつのじかん（2004年12月24日）
- 夢みてナイト! -The Night of Beautiful Dreamer-（2005年4月15日）

スタジオメビウス
- THE GOD OF DEATH（2005年7月29日）

TEAM-EXODUS（同人ゲーム）
- しょうよん! コドモ☆ちゃれんじ（2005年12月30日）

ゆずソフト
- ぶらばん! -The bonds of melody-（2006年7月28日） [担当：みなせ、由貴など]
- E×E（2007年6月1日）  [担当：悠、夏希など]
- 夏空カナタ（2008年5月23日）  [担当：沙々羅など]
- 天神乱漫 -LUCKY or UNLUCKY!?-（2009年5月29日）[担当：姫、佐奈、渉など]
- のーぶる☆わーくす（2010年12月24日）[担当：瀬奈、ひなた、麻夜、茅明など][3]
- DRACU-RIOT!（2012年3月30日）［担当：美羽、梓など[4]］
- 天色*アイルノーツ（2013年7月26日）［担当：夕音、真咲など[5]］
- サノバウィッチ (2015年2月24日)  [担当：寧々、めぐるなど[6]]
- 千恋*万花（2016年7月29日）[担当：茉子、ムラサメ、芦花など[7]]
- RIDDLE JOKER（2018年3月30日)  [8]
- 喫茶ステラと死神の蝶（2019年12月20日)  [9]
- PARQUET（2021年7月31日)  [10]
- 天使☆騒々 RE-BOOT!（2023年4月28日)［担当：天音、来海］ [11]
- ライムライト・レモネードジャム（2025年9月26日）［担当：恵凪、莉々子］[12]

### イラスト
- bee-be-beat it!（著：神野正樹、富士見書房「ドラゴンエイジピュア」連載）
- これはゾンビですか?（著：木村心一、富士見ファンタジア文庫）…こぶいちと共同で手掛けている。
- ゆず・ぱら
- ウルトラ怪獣擬人化計画 電撃G's magazine第1回 メトロン星人 2013年12月号掲載

### CDジャケットイラスト
- GWAVE 2006 2nd Strike（2007年6月29日）
- Wind☆Voice!!（2007年12月31日）
- GWAVE Love Bullets（2008年12月26日）

## 関連人物
- こぶいち